# Municipio de Tyrone (condado de Kent)
El municipio de Tyrone (en inglés: Tyrone Township) es un municipio ubicado en el condado de Kent en el estado estadounidense de Míchigan. En el año 2010 tenía una población de 4731 habitantes y una densidad poblacional de 50,24 personas por km².

## Geografía
El municipio de Tyrone se encuentra ubicado en las coordenadas 43°15′5″N 85°43′40″O / 43.25139, -85.72778. Según la Oficina del Censo de los Estados Unidos, el municipio tiene una superficie total de 94.17 km², de la cual 93.56 km² corresponden a tierra firme y (0.65%) 0.61 km² es agua.

## Demografía
Según el censo de 2010, había 4731 personas residiendo en el municipio de Tyrone. La densidad de población era de 50,24 hab./km². De los 4731 habitantes, el municipio de Tyrone estaba compuesto por el 93.55% blancos, el 0.63% eran afroamericanos, el 0.66% eran amerindios, el 0.21% eran asiáticos, el 0.02% eran isleños del Pacífico, el 3.45% eran de otras razas y el 1.48% pertenecían a dos o más razas. Del total de la población el 8.69% eran hispanos o latinos de cualquier raza.